# Mausolée de la dynastie Liao et Fengling
Les mausolées de la dynastie Liao et la ville de Fengling (chinois simplifié : 辽陵及奉陵邑 ; chinois traditionnel : 遼陵及奉陵邑 ; pinyin : liáo líng jí fènglíng yì) sont des monuments classés dans la liste des sites historiques et culturels majeurs protégés au niveau national de la Chine. Ils se trouvent dans la bannière gauche de Bairin en Mongolie-Intérieure.
- Le mausolée Zuling a été construit pour Abaoji (872-926), le fondateur de la dynastie Liao. Il est situé dans une vallée au nord-ouest du village de Shifangzi.

- Les mausolées Qingling sont un groupe de trois mausolées construits pour trois empereurs Liao et leurs épouses. Ils se trouvent dans la vallée de la Wangwen. Ils sont alignés d'est en ouest et sont séparés de 2 km l'un de l'autre.

- La ville de Fengling Zuzhou comporte une cité intérieure et une cité extérieure. Elle est entourée d'un mur de 2 km et de 6 m de haut. Les ruines des quatre portes sont encore visibles.